# Горновские (деревня)
 Горновские  — опустевшая деревня в Санчурском муниципальном округе Кировской области.

## География
Расположена на расстоянии примерно 16 км по прямой на запад-северо-запад от райцентра поселка Санчурск.

## История
Известна с 1891 года как починок Горний, в котором было в 1905 году отмечено дворов 37 и жителей 211, в 1926 58 и 285, в 1950 (уже деревня Горновская) 37 и 107, в 1989 1 житель . С 2006 по 2019 год входила в состав Люмпанурского сельского поселения.

## Население
Постоянное население не было учтено как в 2002 году, так и в 2010.